# Thyestes
Thyestes er i den græske mytologi søn af Pelops og bror til Atreus. De to brødre er i konstant konflikt. Da Thyestes må forlade Korinth, tager han Atreus' søn med. Denne søn vokser op hos Thyestes (uvidende om, hvem der i virkeligheden er hans far) og sendes som voksen til Korinth for at myrde Atreus. Atreus forhindrer dette ved at dræbe "den fremmede". Da Atreus opdager, at det i virkeligheden var hans søn, han dræbte, vil han hævne sig: Han inviterer Thyestes med dennes to sønner til Korinth for at forsones (siger han). Under besøget dræber han sønnerne, uden at Thyestes ved det. Thyestes sætter sig til bords, og får serveret kød fra sine sønners kroppe. Uvidende om, hvad der er sket, spiser han. Bagefter viser Atreus sønnernes hoveder til Thyestes. Det fortælles, at solen af skræk for, hvad den så, gik ned i øst den dag.